# Jerzy Martyniak
Jerzy Martyniak (ur. 12 marca 1934 w Lublinie, zm. 22 kwietnia 2024 w Katowicach) – polski szachista, dr hab. nauk technicznych, inżynier górnik, mistrz Polski w szachach korespondencyjnych.
Dziedzina: nauki techniczne
Dyscyplina: górnictwo i geologia inżynierska
Specjalność: inżynieria mineralna, przeróbka i wzbogacanie węgli kamiennych, doskonalenie metod badań produktów ziarnistych oraz oferowanych dla nich technologii przeróbczych.

## Biografia

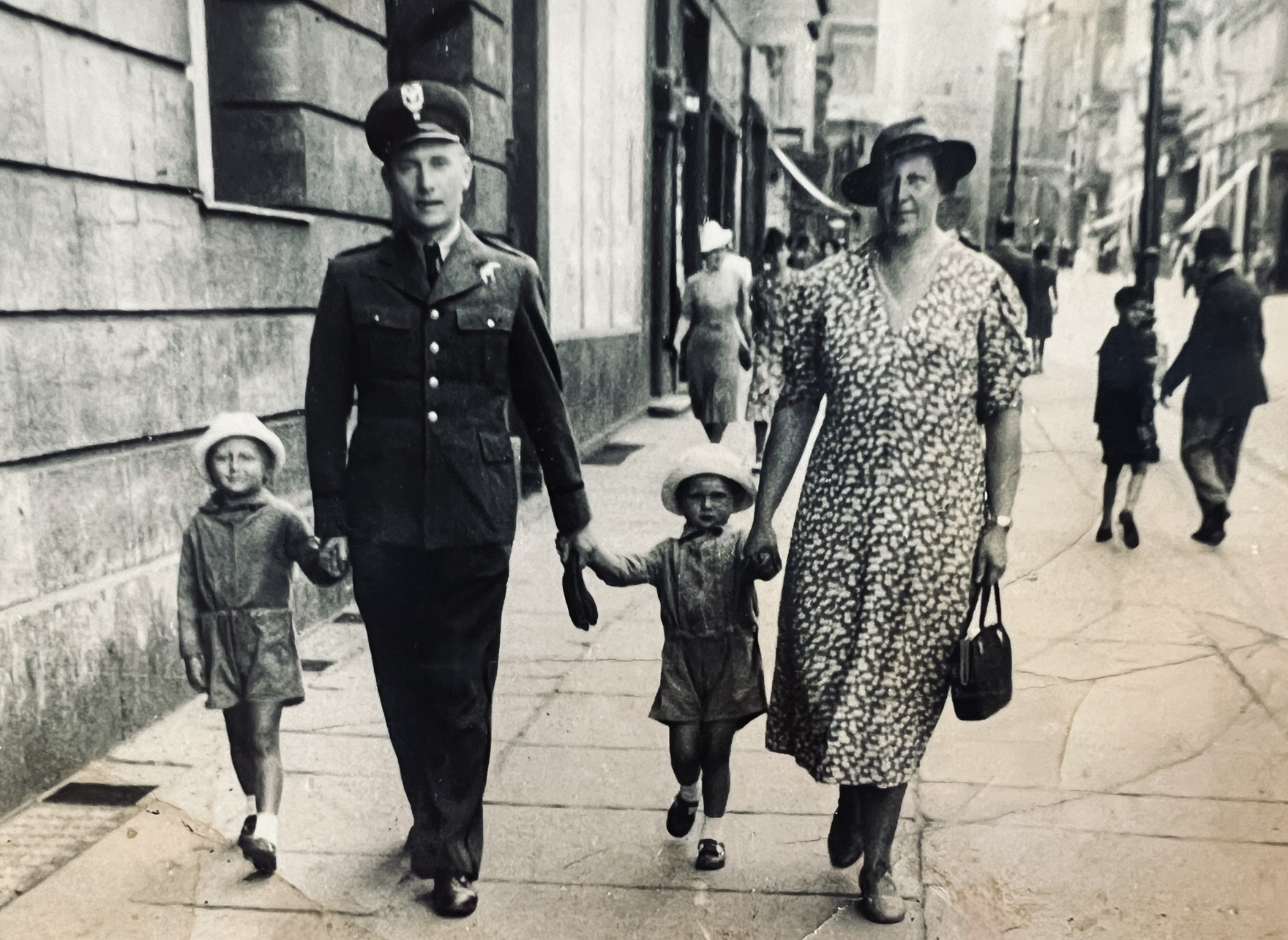
Od lewej Jerzy Martyniak z rodzicami Zygmuntem i Heleną z Janczewskich oraz bratem Zbigniewem (Poznań, 13 sierpnia 1939)

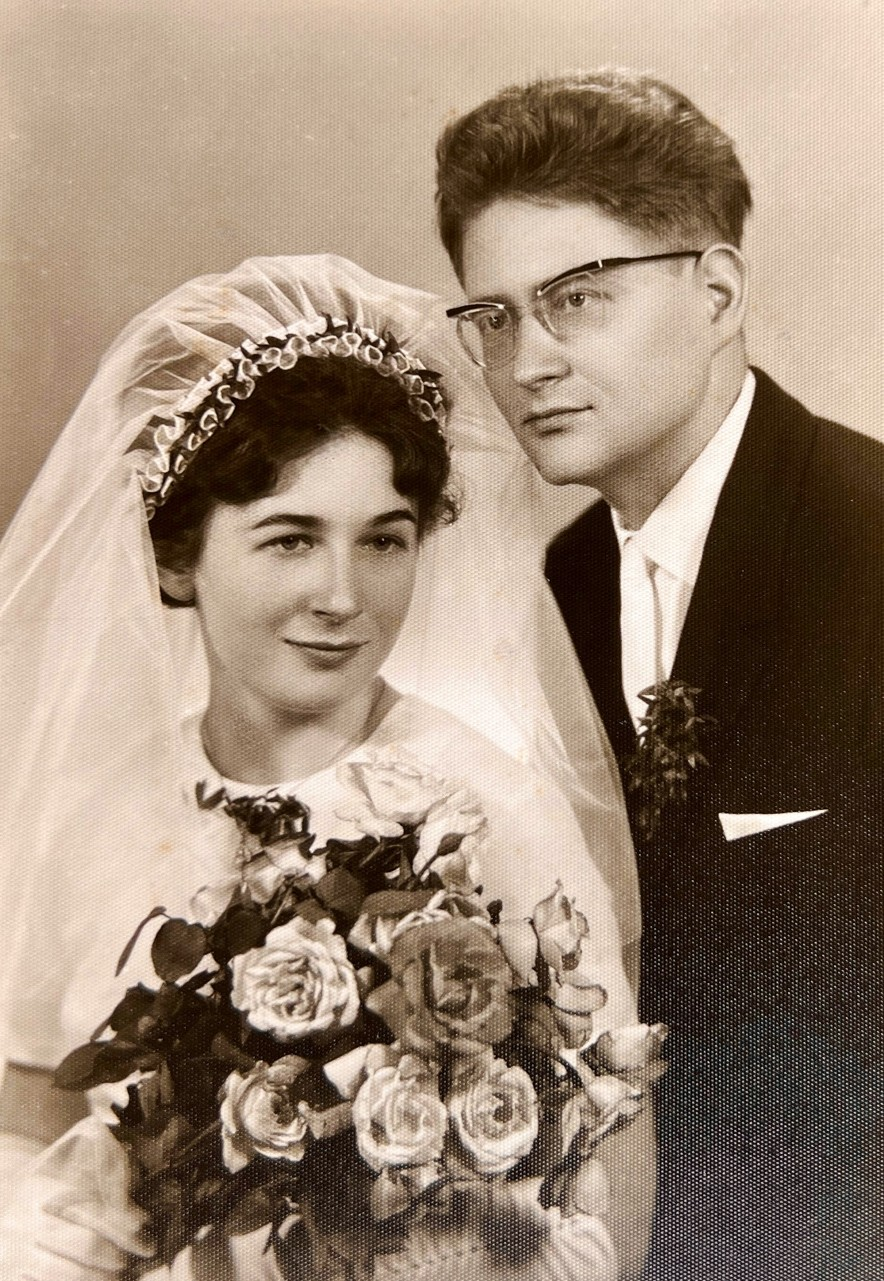
Jerzy Martyniak z żoną Teresą - 1964

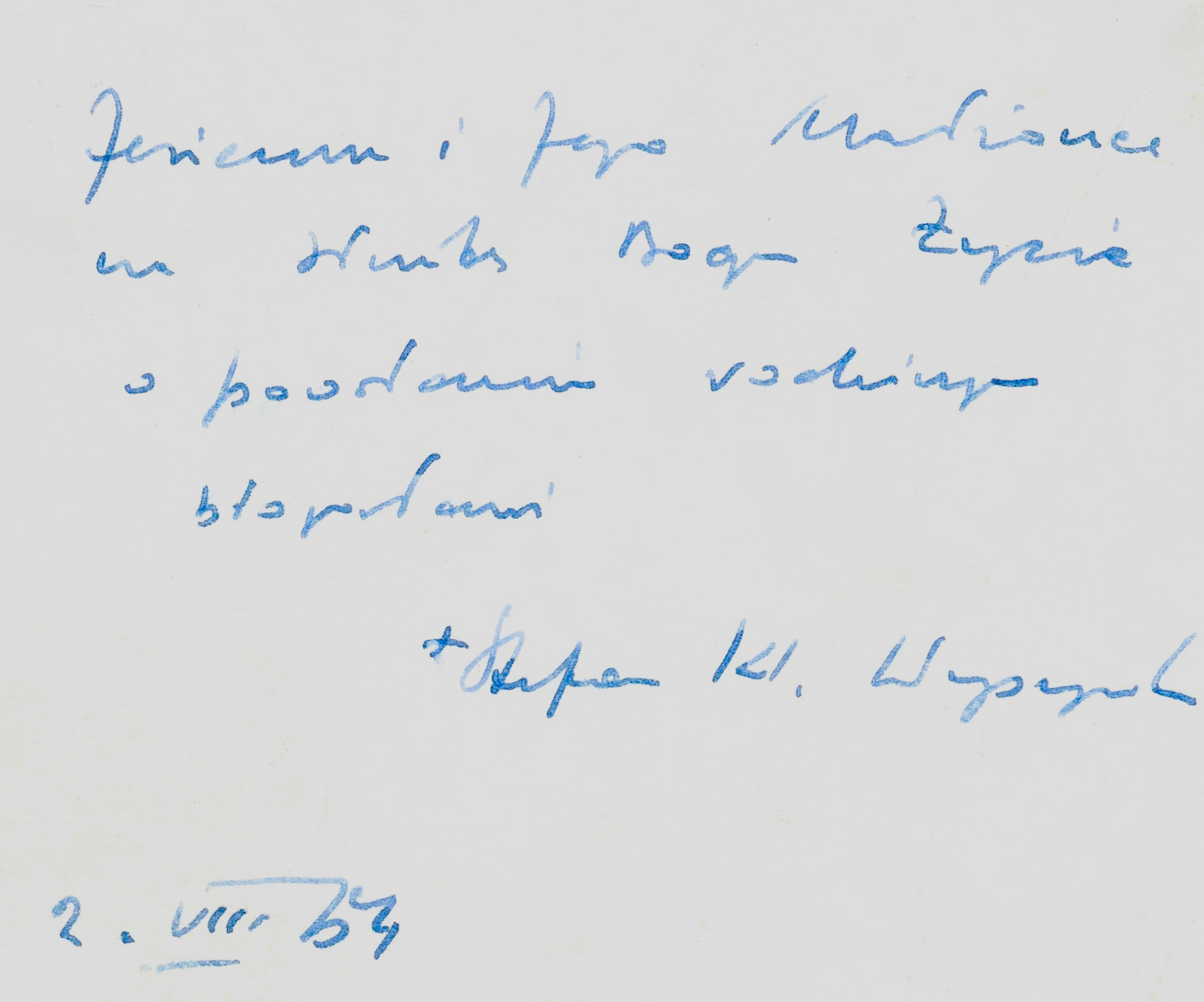
Kartka z okazji ślubu dla Jerzego Martyniaka i Teresy z domu Piontek, którą napisał 2 sierpnia 1964 kardynał Stefan Wyszyński

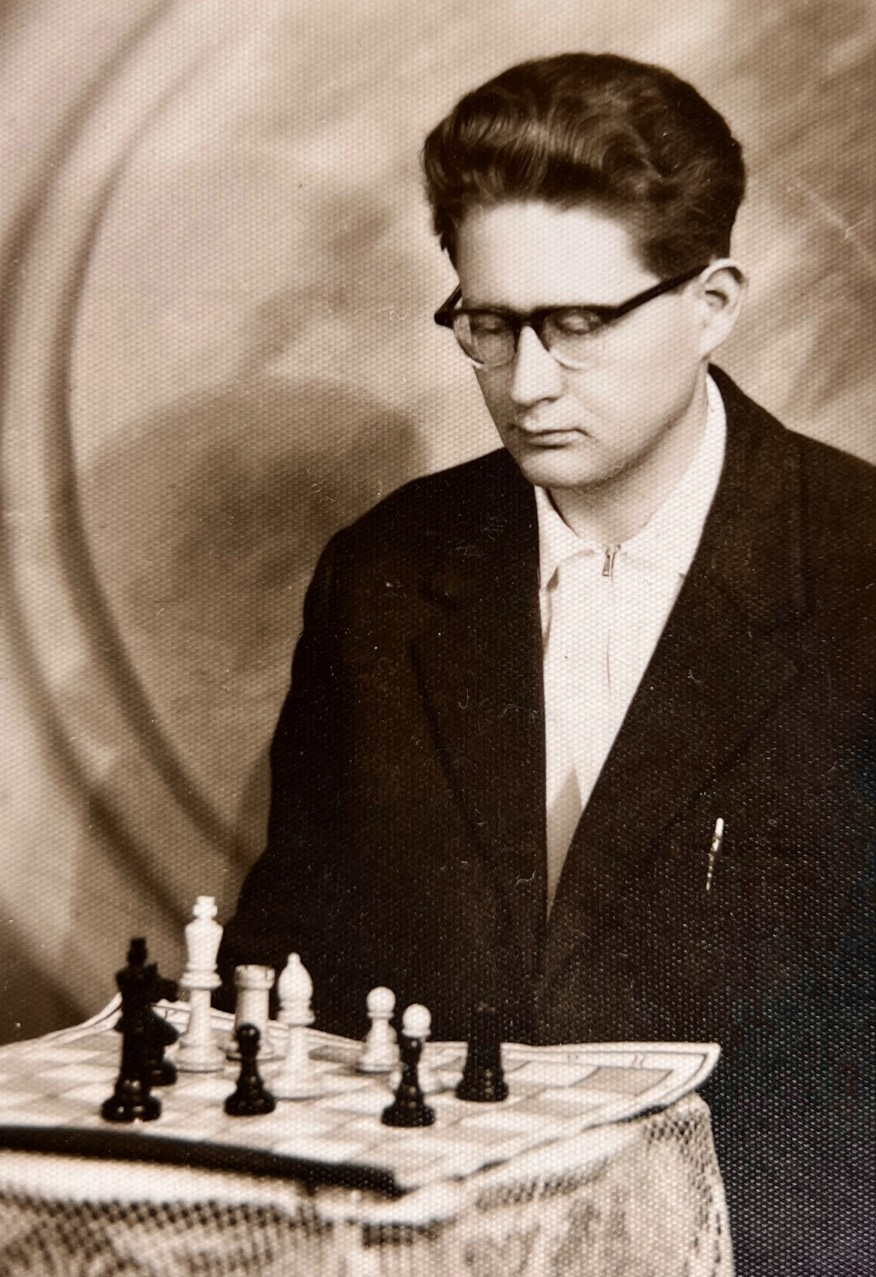
Jerzy Martyniak grający w szachy - 1964

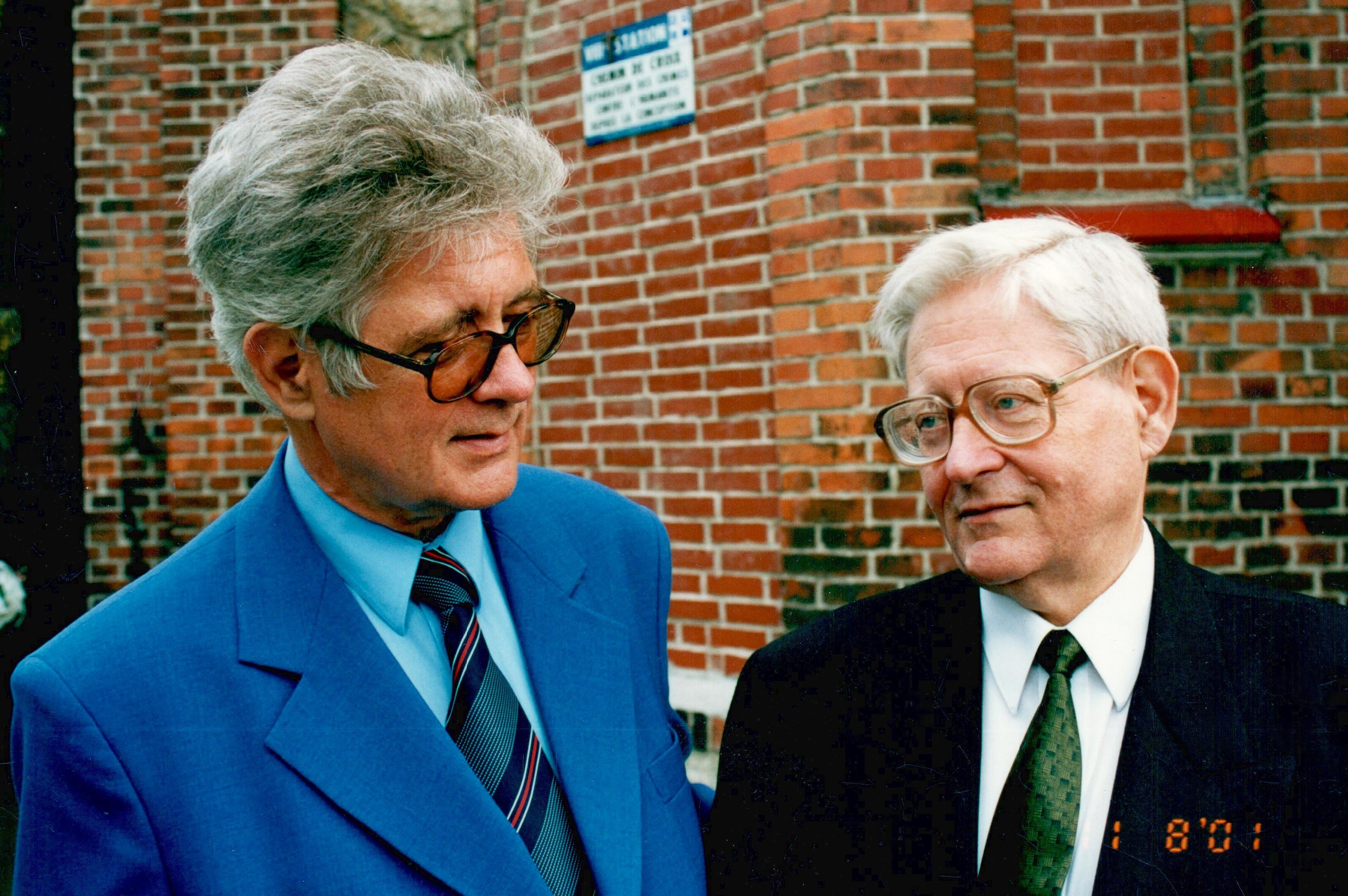
Po prawej Jerzy Martyniak z bratem Zbigniewem, na ślubie jego córki Anety Martyniak-Jarosz i Adama Jarosza (Jaworzno, 11 sierpnia 2001)

Jerzy Martyniak urodził się 12 marca 1934 w Lublinie. Ojciec Zygmunt Martyniak –  ppor. pilot rez. Wojska Polskiego, magister prawa, członek Akademickiego Związku Sportowego Uniwersytetu Lubelskiego w Lublinie, uprawiał m.in. pilotaż sportowy oraz piłkę nożną. W latach 30. XX w. zaliczany był do najlepszych tenisistów okręgu lubelskiego. Największe sukcesy odnosił w grze podwójnej, grając ze swym stryjecznym bratem – Czesławem Martyniakiem. Zygmunt Martyniak brał udział w kampanii wrześniowej. Został wzięty do niewoli sowieckiej w Złotnikach k. Trembowli i przebywał w obozie jenieckim w Starobielsku. Rozstrzelano go w gmachu NKWD w Charkowie wiosną 1940 i spoczywa na Cmentarzu Ofiar Totalitaryzmu w Charkowie. Mama – Helena z Janczewskich, ukończyła polonistykę na Katolickim Uniwersytecie Lubelskim.
Ze względu na trudną sytuację materialną w czasie okupacji Jerzy Martyniak mieszkał u profesora Ignacego Czumy i pianistki Lubow Czuminy z domu Szujskiej w Niepołomicach – przyjaciół rodziny Martyniaków z Katolickiego Uniwersytetu Lubelskiego, który „nie tylko był miejscem pracy, ale również domem”, gdzie przyjaźnili się też z późniejszym Prymasem Polski Stefanem Wyszyńskim. Następnie zamieszkał wraz z mamą Heleną i braćmi (Janem Martyniakiem – późniejszym magistrem prawa i Zbigniewem Martyniakiem – późniejszym wybitnym profesorem nauk ekonomicznych związanym z Akademią Ekonomiczną w Krakowie, gdzie był m.in. kierownikiem Katedry Metod Organizacji i Zarządzania) w Krakowie przy Małym Rynku 4. Uczęszczał tam do szkoły podstawowej i był ministrantem w kościele św. Barbary. Po przeprowadzce do Chrzanowa uczęszczał do miejscowego Liceum Ogólnokształcące im. St. Staszica, które ukończył w 1951. Następnie rozpoczął studia na Politechnice Śląskiej w Gliwicach, a w 1957 uzyskał dyplom inżyniera górnika na Wydziale Górniczym. W tym czasie rozpoczął pracę w KWK „Siersza”, gdzie był kolejno inspektorem kontroli jakości węgla, kierownikiem kontroli jakości węgla i sztygarem oddziałowym. 
W latach 1960–1963 uczestniczył w III Indywidualnych Mistrzostwach Polski w Szachach Korespondencyjnych, podczas których zdobył tytuł mistrza krajowego w grze korespondencyjnej 1963. W latach 1962–1964 był reprezentantem Polski w eliminacjach V Olimpiady ICCF, a w latach 1964– 1967 znajdował się w składzie drużyny reprezentującej Polskę w turnieju „1st Baltic Sea”. 
W 1963 został zatrudniony w Głównym Instytucie Górnictwa w Katowicach na stanowisku inżyniera technologa, a po otrzymaniu dyplomu magistra inżyniera górnika ze specjalnością przeróbki mechanicznej kopalin – w 1966 został powołany na stanowisko starszego asystenta. W roku 1969 Rada Naukowa GIG podjęła uchwałę o otworzeniu przewodu doktorskiego. W tym też czasie został powołany na stanowisko adiunkta. W 1973 został dopuszczony do obrony rozprawy doktorskiej, której promotorem był prof. Tadeusz Laskowski, zatytułowanej "Teoretyczne podstawy metod oznaczania jakości urobku", która zakończyła się pomyślnie w 1974. W wyniku tego Rada Naukowa GIG nadała mu stopień doktora nauk technicznych. W 1977 ukończył Studium Organizacji Badań dla kadry kierowniczej zaplecza naukowo-badawczego i rozwojowego. Kolejnym ważnym krokiem związanym z rozwojem naukowym było kolokwium habilitacyjne, w wyniku którego w maju 1995 Rada Wydziału Górniczego AGH nadała mu stopień naukowy doktora habilitowanego nauk technicznych. W maju 1994 uczestniczył w 12th International Coal Preparation Congress Cracow, gdzie przedstawił artykuł „Fundamentals on evaluation of efficiency for stabilization of feed quality”. W 1996 został mianowany na stanowisko docenta, a następnie od 2001 do końca 2004 piastował stanowisko konsultanta naukowego. W latach 1953–1988 był czynnym zawodnikiem i członkiem Polskiego Związku Szachowego. Ponadto był rzeczoznawcą z listy Branżowej Komisji Rzeczoznawców ds. Jakości Paliw Stałych w Katowicach (1961–1973), członkiem Sekcji Górnictwa Rady Normalizacyjnej PKN w Warszawie (1970–1974), członkiem Grupy Roboczej ISO TC27/SC1 WG6 (od 1982), rzeczoznawcą z listy SITG NOT w Katowicach (od 1987), członkiem Rady Naukowej GIG (2000–2001). W swoim dorobku posiadał 3 patenty oraz 76 publikacji naukowych, np. w Inżynierii Mineralnej z 2005, czasopiśmie Polskiego Towarzystwa Przeróbki Kopalin „Problemy doskonalenia teoretycznych podstaw i procedur w badaniach wyrywkowych produktów ziarnistych”, w Zeszytach Naukowych Politechniki Śląskiej z 1977 czy w pracy zbiorowej z 2002: „Analiza ryzyka eksploatacyjnego w polskim zakładzie wzbogacania węgla”.

## Życie prywatne
1 sierpnia 1964 w kościele Świętych Apostołów Piotra i Pawła w Katowicach zawarł związek małżeński z Teresą z domu Piontek (córką Pawła Piontka i Anastazji z domu Wąsik, siostrzenicą Edmunda Wąsika, a także kuzynką aktorki Aleksandry Śląskiej oraz profesora Rudolfa Buchały), która ukończyła Akademię Ekonomiczną w Katowicach i była kierowniczką działu księgowego w GIG w Katowicach, gdzie się poznali. Ponadto w 1967 została członkinią zwyczajną Stowarzyszenia Księgowych w Polsce. Dzieci – Andrzej, Aneta i Aleksander, to owoc ich ponad 40-letniego małżeństwa. Jerzy Martyniak interesował się astronomią i muzyką klasyczną, lubił grać w ping-ponga oraz kontakt z przyrodą. Zmarł 22 kwietnia 2024 w Katowicach. Jego prochy zostały złożone w grobie rodzinnym na cmentarzu przy ulicy Sienkiewicza w Katowicach.

## Nagrody, wyróżnienia, odznaczenia[23]
- Nagroda AGH w konkursie im. prof.  H. Czeczota na najlepszą pracę naukową (1987)
- Srebrny Krzyż Zasługi (1982)
- Złoty Krzyż Zasługi (27 listopada 1991) – odznaczenie przyznane przez Prezydenta Rzeczypospolitej Polskiej Lecha Wałęsę
- Srebrna Odznaka „Zasłużony dla Górnictwa PRL” (4 grudnia 1993) nadana przez Ministra Przemysłu i Handlu
- Złota Odznaka „Zasłużony dla Górnictwa RP” (4 grudnia 2000) nadana przez Ministra Gospodarki
- Złota Odznaka Polskiego Związku Szachowego
- Odznaka za Długoletnią Pracę w Górnictwie – 25 lat
- Odznaka za Długoletnią Pracę w Górnictwie – 35 lat
- Odznaka Zasłużony Pracownik GIG
- Odznaka Przysposobienia Sanitarnego II stopnia (20 grudnia 1952)
- Złoty medal w Indywidualnych Mistrzostwach Polski w szachach korespondencyjnych (1963) – kategoria krajowego mistrza korespondencyjnego.

## Oryginalne rozwiązania własne[23]
- techniczne rozwiązanie hydraulicznego rozdzielania gruboziarnistych mieszanin mineralnych (patent)
- matematyczny opis zależności międzypróbkowej wariancji od międzyziarnowej wariancji produktów ziarnistych
- rozwiązanie zagadnienia wielowymiarowo-wektorowej estymacji jakości produktów ziarnistych
- przedstawienie precyzji estymacyjnej wyników przeróbczych obliczeń bilansowych, jako funkcji podstawowych czynników
- rozwiązanie zagadnienia i opracowanie zasad statystycznej oceny zgodności oznaczonej i rzeczywistej jakości produktu ziarnistego
- rozwiązanie problemu minimalizacji liczby próbek pierwotnych w badaniach, których wyniki są przeznaczone do wykorzystania przeróbczych obliczeniach bilansowych.